# Carolina Amalia de Hesse-Kassel

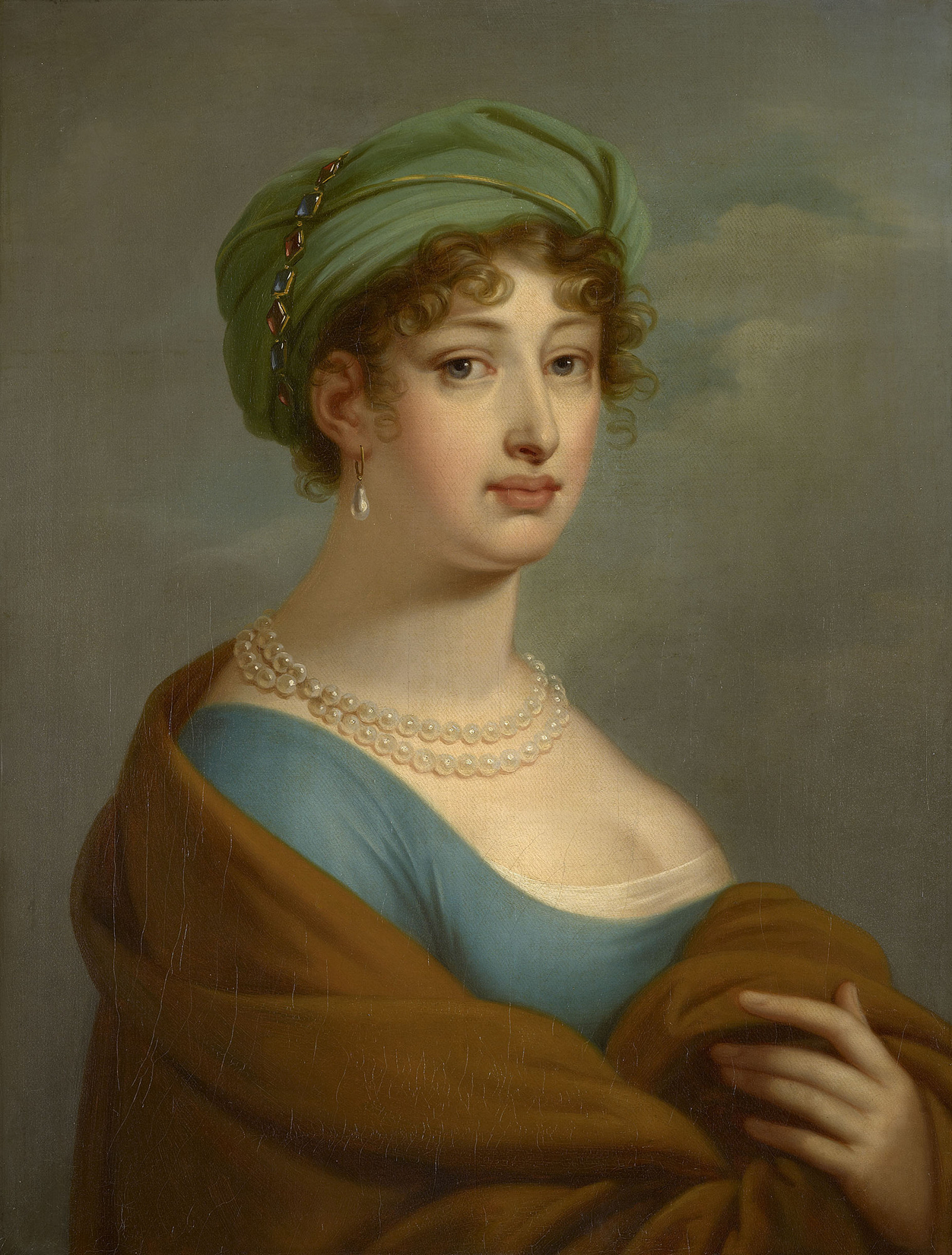
La duquesa Carolina Amalia por Paul Emil Jacobs.

Carolina Amalia de Hesse-Kassel (Hanau, 11 de julio de 1771-Gotha, 22 de febrero de 1848) fue duquesa de Sajonia-Gotha-Altemburgo como la esposa del duque Augusto. Gozó de un gran respeto, especialmente por su labor caritativa.

## Biografía
Carolina Amalia nació como princesa de Hesse-Kassel. Su padre fue el landgrave y más tarde elector Guillermo IX./I., y su madre fue la princesa Guillermina Carolina de Dinamarca y Noruega, hija del rey Federico V.
Después de que el príncipe Federico de Hesse-Kassel, el hijo mayor de su tío, Carlos de Hesse-Kassel, de su matrimonio con Luisa de Dinamarca, rompiera el compromiso con su prima Carolina Amalia en 1799, ella rechazó la mano del príncipe Federico de Hesse-Homburg al año siguiente. La razón de esto fue el romance impropio de la princesa con el conde Ludwig von Taube, que su padre Guillermo terminó con la transferencia de Taube y su posterior despido. En el verano de 1801, Carolina Amalia conoció al príncipe heredero Augusto de Sajonia-Gotha-Altemburgo mientras estaba en Kassel. En enero del año siguiente, el padre de Augusto, el duque Ernesto II, pidió al elector Guillermo la mano de la princesa en nombre de su hijo. El 24 de abril de 1802, el matrimonio se concluyó, pero no tuvo hijos. Sin embargo, Carolina Amalia, que se convirtió en duquesa de Sajonia-Gotha-Altemburgo después de la muerte de su suegro en 1804, se dedicó devotamente a la hija de su esposo de su primer matrimonio, la princesa Luisa.
La conocida pintora Caroline Louise Seidler, que se quedó en la corte de Gotha en el invierno de 1811 para retratar a la familia ducal, describió a Carolina Amalia de manera bastante poco brillante como una "dama buena, benevolente, pero no exactamente sobresaliente". Al comentar sobre la relación de la duquesa con su esposo Augusto, dijo: "Amaba a su esposo con entusiasmo, cuyo espíritu admiraba".
Pero "dado que los puntos de vista mutuos de la vida no ofrecían puntos de contacto", Carolina Amalia se alienó después de solo unos pocos años de matrimonio con su esposo August, quien fue descrito como un bicho raro y a menudo parecía enfáticamente femenino, y se retiró cada vez más del ojo público desde aproximadamente 1810. Una razón para esto fue el entusiasmo de su esposo por Napoleón, que Carolina Amalia no compartía, ya que sus padres, la pareja electora de Hesse-Kassel, tuvieron que huir al exilio después de la ocupación de Hesse-Kassel por Napoleón en 1806.
Después de la expansión del Palacio de Invierno de Gotha como residencia de viudas (de ahí el nombre una vez común de Palacio de la Viuda), Carolina Amalia se mudó al palacio municipal junto a la Orangery, que el duque Augusto le había dado en 1821. En agosto de 1845, también visitó a la pareja real británica, Victoria y Alberto de Sajonia-Coburgo y Gotha, durante su estancia en Alemania. El Privilegirte Gothaische Zeitung escribió con motivo de esta visita: "... cada Gothaner se regocijaba de corazón en la felicidad de la cual la muy venerada princesa noble, la duquesa viuda Carolina Amalia, se convertiría en theilhaft, para abrazar a la sublime esposa de su amado nieto, el príncipe Alberto, en sus brazos maternos".
El príncipe Alberto (hijo de la hijastra de Carolina Amalia, Luisa) fue el nieto favorito de la duquesa viuda durante toda su vida. De 1822 a 1835, él y su hermano Ernesto habían pasado varias semanas cada año al cuidado de Carolina Amalia en el Palacio de Invierno. Hasta su muerte, mantuvo una activa correspondencia con ella, dirigiéndose siempre a ella como "querida abuela" y escribiendo en sus cartas con "Tu fiel nieto, Alberto". 
El hermano de Alberto, el duque Ernesto II de Sajonia-Coburgo y Gotha, recordó a su abuelastra con las palabras: "Apenas tuvo enemigo en su larga vida y disfrutó [...] una reverencia verdaderamente rara". 
El 22 de febrero de 1848, Carolina Amalia murió en el Palacio de Invierno, como informó el Privilegirte Gothaische Zeitung el mismo día: "Cuando el 14 del presente mes Su Alteza la desgastada Duquesa de S. Gotha y Altemburgo estaba afectada por una enfermedad mamaria, solo teníamos una pequeña preocupación de que sería eliminada muy pronto y felizmente. El dolor es aún más sensible, cuanto más profundo es el dolor, que tan pronto, tan pronto, la princesa fallecida se divorcia de entre nosotros. Su Alteza terminó su existencia terrenal esta tarde después de las 2 en punto". 
Cinco días después, el 27 de febrero, la difunta fue enterrada como el último miembro de la familia ducal en la isla funeraria en el estanque del parque del Castillo de Gotha. Su funeral en la cripta, donde ya descansaba su marido el duque Augusto, tuvo lugar a petición expresa "sin bromas". Como todas las tumbas de la familia ducal ubicadas aquí, Carolina Amalia no está designada por ningún monumento. El óvalo de la flor simple, que una vez identificó la tumba, no ha existido durante décadas, por lo que el lugar exacto de entierro de Carolina Amalia es desconocido hoy en día.
Carolina Amalia fue la última duquesa del Ducado de Sajonia-Gotha-Altemburgo fundado por Ernesto I, el Piadoso, y el último portador del título nobiliario de Sajonia-Gotha-Altemburgo. La línea masculina de la casa ya se había extinguido en 1825 con la muerte de su cuñado, el duque Federico IV.

## Enlaces
- Wikimedia Commons alberga una categoría multimedia sobre Carolina Amalia de Hesse-Kassel.

- Datos: Q74145
- Multimedia: Caroline Amalie of Hesse-Kassel / Q74145